# Love Bites (film, 1993)
Pour les articles homonymes, voir Love bites.
Love Bites est une comédie américaine réalisée par Malcolm Marmorstein et sortie en 1993.

## Synopsis
Le vampire Zachary Simms se réveille dans son cercueil après avoir dormi durant 100 ans. Dans sa maison vit aujourd’hui la jeune Kendall Gordon. Simms est stupéfait de voir comment le monde a changé depuis un siècle. Mais le petit ami de Kendall apprécie mal de voir ce prétendant tourner autour de sa copine.

## Fiche technique
- Titre : Love Bites (La fiancée du vampire)
- Réalisateur : Malcolm Marmorstein
- Durée : 1 h 14
- Date de sortie : 1994
- Film : Américain
- Genre : Comédie

## Distribution
- Adam Ant : Zachary Simms
- Kimberly Foster : Kendall Gordon
- Michelle Forbes : Nerissa
- Roger Rose : Dwight Putnam
- Philip Bruns : Vinnie Helsting
- Rhonda Dorton : Hazel
- Ava Fabian : Megan
- Michelle Forbes : Nerissa
- Eric Lawrence : Jokester
- Peggy Patrick : Officier de police
- Roger Rose : Dwight Putnam
- Jacqueline Schultz : Paula
- Julie Strain : Fille sportive
- Judy Tenuta : Sgt. Farfalloni

## Musique originale
- Mark Koval
- Marco Marinangeli